# أطراف الفعل

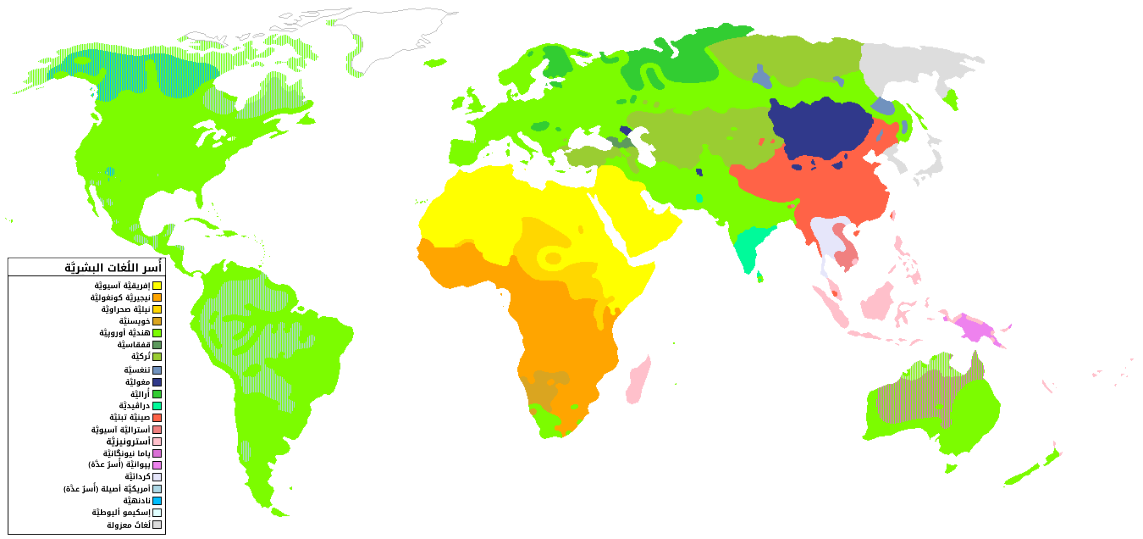

أطراف الفعل إن اطراف الفعل في علم اللغة، وبعيدا عن الوظيفة الإعرابية أو النحوية، هي مختلف أجزاء الجملة المؤدية للمعنى والمتمحورة حول الفعل المؤدى.
ومنها الفاعل والوسيط والوسيلة والمفعول به أو المفعول له أو من أجله.
أما مختلف أنواع الظرف من اسم مكان أو زمان وكذلك الحال أو الجملة الخبرية فانها تعاكس اطراف الفعل.
مثال
- "هذا الصباح وعلى باب المدرسة ضرب زيد عمر بالعصا ضربا مبرحا."

هذا الصباح: ظرف زمان وبالتالي فهي ظرف الفعل
وعلى باب المدرسة: ظرف مكان وبالتالي فهي ظرف الفعل
ضرب: الفعل المؤدى
زيد: طرف فعل وهو القائم بالفعل
عمر: طرف فعل وهو متلقي الفعل
بالعصا: طرف فعل وهي وسيلة الفعل
ضربا مبرحا:حال أو جملة خبرية وبالتالي فهي ظرف الفعل